# Медаль «200 лет Министерству обороны»
Меда́ль «200 лет Министе́рству оборо́ны» — ведомственная медаль Министерства обороны Российской Федерации, учреждённая приказом Министра обороны Российской Федерации № 300 от 30 августа 2002 года.

## Правила награждения
Согласно Положению медалью «200 лет Министерству обороны» награждаются:
- личный состав Вооружённых Сил Российской Федерации, добросовестно исполняющий должностные обязанности и имеющий выслугу 25 лет и более в календарном исчислении;
- военнослужащие других войск, воинских формирований и органов, в которых законодательством Российской Федерации предусмотрена военная служба, по решению Министра обороны Российской Федерации.

## Правила ношения
Медаль носится на левой стороне груди и располагается после медали Министерства обороны Российской Федерации «За отличие в военной службе».

## Описание медали
Медаль изготавливается из металла серебристого цвета, имеет форму круга диаметром 32 мм с выпуклым бортиком с обеих сторон. На лицевой стороне медали: в центре — рельефное изображение эмблемы Вооружённых Сил Российской Федерации; под ним — рельефное изображение обрамлённого снизу лавровой ветвью картушного щита с надписью в две строки «200 лет»; по кругу в нижней части — рельефная надпись: «МИНИСТЕРСТВО ОБОРОНЫ». На оборотной стороне медали рельефная надпись: в центре — «1802 — 2002», по кругу - "МИНИСТЕРСТВО ВОЕННЫХ СУХОПУТНЫХ СИЛ - МИНИСТЕРСТВО ОБОРОНЫ". 
Медаль при помощи ушка и кольца соединяется с пятиугольной колодкой, обтянутой шёлковой муаровой лентой шириной 24 мм. С правого края ленты оранжевая полоса шириной 10 мм окаймлена чёрной полосой шириной 2 мм, левее — серебристая полоса шириной 12 мм, посередине которой — красная полоса шириной 2 мм.
Элементы медали символизируют:
- изображение увенчанного короной двуглавого орла с распростёртыми крыльями, держащего в правой лапе меч, а в левой — лавровый венок, на груди которого размещен щит с изображением всадника, поражающего копьем дракона, — официальный символ Вооружённых Сил Российской Федерации, построенный на основе Государственного герба Российской Империи периода образования Военного министерства;
- эмблема Вооружённых Сил Российской Федерации в сочетании с изображением картушного щита, обрамлённого лавровой ветвью, — преемственность славных боевых традиций разных поколений военнослужащих и гражданских специалистов центральных аппаратов органов военного управления, обеспечивающих деятельность Вооружённых Сил Российской Федерации.

## Дополнительные поощрения награждённым
Согласно Федеральному закону РФ «О ветеранах» и принятых в его развитие подзаконных актах награждение медалью «200 лет Министерству обороны» при наличии соответствующего трудового стажа или выслуги лет даёт право присвоения награждённому звания «ветеран труда».